# Johan van Burkom
Johan Hendrik van Burkom (1880-1967) was een Nederlands bioloog en natuurbeschermer.
Van Burkom was docent biologie aan de Rijks-HBS te Gouda. Daarnaast had hij verscheidene functies in natuurhistorische en natuurbeschermingsorganisaties. Hij was voorzitter van de (K)NNV (1923-1949) en van de Bond van Natuurbeschermingswachten. Hij verzorgde tevens veldbiologische cursussen en was redacteur van de Natuurwacht. 
Van Burkom geldt als de bedenker van het logo van de IVN, een witte waterlelie op een groen blad dat symbool stond voor de reinheid van de natuur. 